# Battling Levinsky
Battling Levinsky (Filadélfia, 10 de junho de 1891 - 12 de fevereiro 1949) foi um pugilista americano, que se tornou campeão mundial dos meios-pesados entre 1916 e 1920.

## Biografia
Battling Levinsky, cujo nome verdadeiro era Barney Lebrowitz, começou a lutar boxe em 1910, usando um nome levemente alterado de Barney Williams. Porém, à conselho de seu empresário Dan Morgan, em 1913, passou a se apresentar como Battling Levinsky.
De nome novo, Levinsky subiu ao ringue trinta e sete vezes em 1914, nove delas apenas no mês de janeiro. Sempre disposto a encarar qualquer um, Levinsky disputou 288 lutas ao longo de toda sua carreira, apesar de ele próprio alegar ter lutado muito mais do que isso.
Após duas tentativas frustradas de retirar o cinturão de Jack Dillon, em 1916, Levinsky finalmente conseguiu se tornar o campeão mundial dos meios-pesados. Levinsky e Dillon se enfrentaram dez vezes, entre 1911 e 1916, com  uma ampla vantagem para Dillon. Porém, foi este último confronto entre os dois, que marcou a carreira de Levinsky para sempre, permitindo-lhe figurar entre os campeões mundiais de todos os tempos.
Por quatro anos, Levinsky manteve seu título de campeão dos meios-pesados, até que em 1920, ele acabou perdendo-o para o grande pugilista francês Georges Carpentier, em um nocaute no quarto assalto.
Depois de perder seu cinturão, em 1922, Levinsky tentou recuperar uma parte de seu prestígio, lutando contra o futuro campeão dos pesos-pesados Gene Tunney. Em uma luta de doze assaltos, válida pelo título de campeão americano dos meios-pesados, Levinsky perdeu esse confronto nos pontos.
Mesmo sem conseguir voltar ao topo do ranking nos últimos anos de sua carreira, Levinsky sempre continuou lutando assiduamente, tendo feito vinte e uma lutas em 1928, apenas dois anos anos de se aposentar.
Em 2000, Battling Levinsky juntou-se à seleta galeria de pugilistas imortalizados no International Boxing Hall of Fame.